# 马克斯·什瓦宾斯基

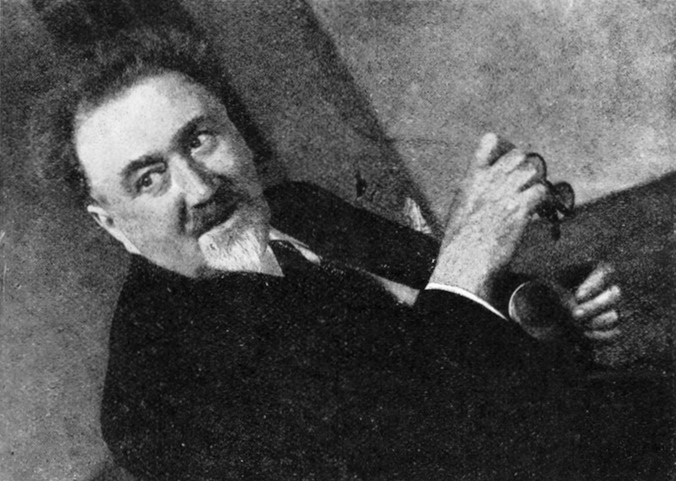

马克斯·什瓦宾斯基（Max Švabinský，1873年9月17日—1962年2月10日），捷克画家，布拉格形象艺术学院成员。1873年9月17日生于今屬茲林州的克羅梅日什，早期的艺术作品表现出现实主义、象征主义和新艺术倾向。20世纪初，他在帕爾杜比采州傑斯卡特里波瓦附近的柯茲洛夫开始系统性的作画。1945年被授予“民族艺术家”称号。1962年2月10日逝世于布拉格。